# Vòng loại nam Thế vận hội khu vực châu Phi 2023
Vòng loại nam Thế vận hội khu vực châu Phi 2023 là lần thứ năm của Vòng loại Thế vận hội khu vực châu Phi dành cho giải đấu khúc côn cầu trên cỏ tại Thế vận hội Mùa hè. Giải đấu này được tổ chức cùng với giải đấu nữ ở Pretoria, Nam Phi từ ngày 29 tháng 10 đến ngày 5 tháng 11 năm 2023.
Nam Phi, với tư cách là đội tuyển giành chiến thắng ở giải đấu, đủ điều kiện tham dự Thế vận hội Mùa hè 2024.

## Vòng loại
| Giải đấu diễn ra vòng loại                       | Ngày diễn ra                    | Chủ nhà   | Số suất tham dự | Các đội tuyển vượt qua vòng loại |
| ------------------------------------------------ | ------------------------------- | --------- | --------------- | -------------------------------- |
| FIH World Rankings                               | —                               | —         | 2               | Nam Phi · Ai Cập                 |
| Giải đấu vòng loại khu vực Đông Bắc Phi          | 6 tháng 6 năm 2022              | Hủy bỏ    | 2               | Kenya · Uganda                   |
| Giải đấu vòng loại khu vực Tây Bắc Phi           | 25 tháng 8 năm 2022             | Hủy bỏ    | 2               | Ghana · Nigeria                  |
| Giải đấu vòng loại khúc côn cầu Trung và Nam Phi | 31 tháng 8 – 4 tháng 9 năm 2022 | Harare    | 2               | Zimbabwe · Zambia                |
| Tổng cộng                                        | Tổng cộng                       | Tổng cộng | 8               |                                  |

## Vòng sơ loại
Tất cả thời gian trận đấu đều là giờ địa phương (UTC+2).

### Bảng A
| VT | Đội         | ST | T | H | B | BT | BB | HS  | Đ | Giành quyền tham dự    |
| -- | ----------- | -- | - | - | - | -- | -- | --- | - | ---------------------- |
| 1  | Nam Phi (H) | 3  | 3 | 0 | 0 | 29 | 2  | +27 | 9 | Bán kết                |
| 2  | Uganda      | 3  | 1 | 0 | 2 | 6  | 13 | −7  | 3 | Bán kết                |
| 3  | Nigeria     | 3  | 1 | 0 | 2 | 6  | 16 | −10 | 3 | Phân loại thứ hạng 5–8 |
| 4  | Zimbabwe    | 3  | 1 | 0 | 2 | 5  | 15 | −10 | 3 | Phân loại thứ hạng 5–8 |

| 29 tháng 10 năm 2023 19:00 |

| Nam Phi | 10–0    | Zimbabwe |
| --- | ------- | -------- |
| D. Cassiem 8' · Guise-Brown 17', 20', 35' · Ntuli 20', 36', 57' · M. Cassiem 29' · Van Tonder 49' · Kraai 58' | Báo cáo |          |

| Đại học Pretoria, Pretoria Trọng tài: Peter Kabaso (KEN) Hisham Moaaz (EGY) |

| 29 tháng 10 năm 2023 20:00 |

| Nigeria | 0–5     | Uganda |
| ------- | ------- | ------ |
|         | Báo cáo |        |

| Đại học Pretoria, Pretoria |

| 30 tháng 10 năm 2023 16:00 |

| Zimbabwe                           | 2–1     | Uganda     |
| ---------------------------------- | ------- | ---------- |
| M. Kanyangarara 24' · Kamusewu 47' | Báo cáo | Batusa 26' |

| Đại học Pretoria, Pretoria Trọng tài: Darren Hubach (RSA) Hisham Moaaz (EGY) |

| 30 tháng 10 năm 2023 20:00 |

| Nigeria          | 2–8     | Nam Phi                                                                                                 |
| ---------------- | ------- | --- |
| Samaila 27', 38' | Báo cáo | Mvimbi 4' · Guise-Brown 17', 57' · Sherwood 30' · Ntuli 35' · Kok 46' · D. Cassiem 51' · M. Cassiem 54' |

| Đại học Pretoria, Pretoria Trọng tài: Salim Lucky (BAN) Aziz Adimah (GHA) |

| 1 tháng 11 năm 2023 14:00 |

| Zimbabwe                                  | 3–4     | Nigeria                             |
| ----------------------------------------- | ------- | ----------------------------------- |
| Mpofu 28' · Chomunorwa 31' · Kamusewu 43' | Báo cáo | P. John 12' · Samaila 24', 48', 59' |

| Đại học Pretoria, Pretoria Trọng tài: Aziz Adimah (GHA) Hisham Moaaz (EGY) |

| 1 tháng 11 năm 2023 20:00 |

| Nam Phi | 11–0    | Uganda |
| --- | ------- | ------ |
| De Sousa 13' · Guise-Brown 14', 36', 53' · Ntuli 19' · Horne 24' · Mvimbi 30' · M. Cassiem 45', 49', 60' · Sherwood 58' | Báo cáo |        |

| Đại học Pretoria, Pretoria Trọng tài: Bryn Lowe (ZIM) Peter Kabaso (KEN) |

### Bảng B
| VT | Đội    | ST | T | H | B | BT | BB | HS | Đ | Giành quyền tham dự    |
| -- | ------ | -- | - | - | - | -- | -- | -- | - | ---------------------- |
| 1  | Ai Cập | 3  | 3 | 0 | 0 | 7  | 1  | +6 | 9 | Bán kết                |
| 2  | Ghana  | 3  | 2 | 0 | 1 | 6  | 3  | +3 | 6 | Bán kết                |
| 3  | Kenya  | 3  | 1 | 0 | 2 | 2  | 5  | −3 | 3 | Phân loại thứ hạng 5–8 |
| 4  | Zambia | 3  | 0 | 0 | 3 | 2  | 8  | −6 | 0 | Phân loại thứ hạng 5–8 |

| 29 tháng 10 năm 2023 12:00 |

| Ai Cập                  | 2–0     | Kenya |
| ----------------------- | ------- | ----- |
| Adel 40' · H. Ragab 55' | Báo cáo |       |

| Đại học Pretoria, Pretoria Trọng tài: Rawi Anbananthan (MAS) Darren Hubach (RSA) |

| 29 tháng 10 năm 2023 14:00 |

| Ghana                                | 3–1     | Zambia        |
| ------------------------------------ | ------- | ------------- |
| Abdul 35' · Botsio 39' · Ankomah 41' | Báo cáo | Simpanzye 16' |

| Đại học Pretoria, Pretoria Trọng tài: Bryn Lowe (ZIM) Stanley Tamale (UGA) |

| 30 tháng 10 năm 2023 10:00 |

| Kenya      | 1–0     | Zambia |
| ---------- | ------- | ------ |
| Masibo 53' | Báo cáo |        |

| Đại học Pretoria, Pretoria Trọng tài: Bryn Lowe (ZIM) Simon Awasa (NGR) |

| 30 tháng 10 năm 2023 12:00 |

| Ghana | 0–1     | Ai Cập      |
| ----- | ------- | ----------- |
|       | Báo cáo | M. Ragab 9' |

| Đại học Pretoria, Pretoria Trọng tài: Rawi Anbananthan (MAS) Peter Kabaso (KEN) |

| 1 tháng 11 năm 2023 16:00 |

| Ai Cập                              | 4–1     | Zambia     |
| ----------------------------------- | ------- | ---------- |
| H. Ragab 9', 28', 58' · Mansour 34' | Báo cáo | Mpande 44' |

| Đại học Pretoria, Pretoria Trọng tài: Simon Awasa (NGR) Stanley Tamale (UGA) |

| 1 tháng 11 năm 2023 18:00 |

| Kenya      | 1–3     | Ghana                       |
| ---------- | ------- | --------------------------- |
| Ludiali 4' | Báo cáo | Akaba 12', 20' · Baiden 53' |

| Đại học Pretoria, Pretoria Trọng tài: Salim Lucky (BAN) Darren Hubach (RSA) |

## Phân loại hạng năm đến hạng tám

### Sơ đồ
|  | Bán kết hạng 5–8 | Bán kết hạng 5–8 |            |   | Hạng năm | Hạng năm |
|  |                  |                  |            |   |          |          |
|  | 2 tháng 11       |                  |            |   |          |          |
|  |                  |                  |            |   |          |          |
|  | Nigeria          | 5                |            |   |          |          |
|  | Nigeria          | 5                | 4 tháng 11 |   |          |          |
|  | Zambia           | 1                |            |   |          |          |
|  | Zambia           | 1                | Nigeria    | 4 |          |          |
|  | 2 tháng 11       |                  | Nigeria    | 4 |          |          |
|  |                  | Kenya            | 3          |   |          |          |
|  | Kenya            | Kenya            | 3          | 2 |          |          |
|  | Kenya            |                  |            | 2 |          |          |
|  | Zimbabwe         | 1                |            |   |          |          |
|  | Zimbabwe         | 1                | Hạng bảy   |   |          |          |
|  |                  |                  |            |   |          |          |
|  | 4 tháng 11       |                  |            |   |          |          |
|  |                  |                  |            |   |          |          |
|  | Zambia           | 2                |            |   |          |          |
|  | Zambia           | 2                |            |   |          |          |
|  | Zimbabwe         | 0                |            |   |          |          |

### Bán kết hạng 5–8
| 2 tháng 11 năm 2023 16:30 |

| Nigeria                                               | 5–1     | Zambia     |
| ----------------------------------------------------- | ------- | ---------- |
| Godwin 5' · Samaila 9', 55' · P. John 16' · Linus 35' | Báo cáo | Mpande 28' |

| Đại học Pretoria, Pretoria Trọng tài: Munashe Mashoko (ZIM) Hisham Moaaz (EGY) |

| 2 tháng 11 năm 2023 18:45 |

| Kenya                     | 2–1     | Zimbabwe       |
| ------------------------- | ------- | -------------- |
| Masambu 22' · Kariuki 31' | Báo cáo | Chomunorwa 37' |

| Đại học Pretoria, Pretoria Trọng tài: Simon Awasa (NGR) Aziz Adimah (GHA) |

### Trận tranh hạng 7
| 4 tháng 11 năm 2023 11:30 |

| Zambia                    | 2–0     | Zimbabwe |
| ------------------------- | ------- | -------- |
| Simpanzye 21' · Bwali 22' | Báo cáo |          |

| Đại học Pretoria, Pretoria Trọng tài: Stanley Tamale (UGA) Simon Awasa (NGR) |

### Trận tranh hạng 5
| 4 tháng 11 năm 2023 13:45 |

| Nigeria                                    | 4–3     | Kenya                                 |
| ------------------------------------------ | ------- | ------------------------------------- |
| P. John 6', 35' · Samaila 52' · Ajibua 56' | Báo cáo | Onyango 21' · Omari 23' · Wabwire 56' |

| Đại học Pretoria, Pretoria Trọng tài: Bryn Lowe (ZIM) Munashe Mashoko (ZIM) |

## Phân loại hạng nhất đến hạng Tư

### Sơ đồ
|  | Bán kết    | Bán kết |               |   | Chung kết | Chung kết |
|  |            |         |               |   |           |           |
|  | 3 tháng 11 |         |               |   |           |           |
|  |            |         |               |   |           |           |
|  | Nam Phi    | 7       |               |   |           |           |
|  | Nam Phi    | 7       | 5 tháng 11    |   |           |           |
|  | Ghana      | 0       |               |   |           |           |
|  | Ghana      | 0       | Nam Phi       | 2 |           |           |
|  | 3 tháng 11 |         | Nam Phi       | 2 |           |           |
|  |            | Ai Cập  | 1             |   |           |           |
|  | Ai Cập     | Ai Cập  | 1             | 9 |           |           |
|  | Ai Cập     |         |               | 9 |           |           |
|  | Uganda     | 1       |               |   |           |           |
|  | Uganda     | 1       | Tranh hạng ba |   |           |           |
|  |            |         |               |   |           |           |
|  | 5 tháng 11 |         |               |   |           |           |
|  |            |         |               |   |           |           |
|  | Ghana      | 7       |               |   |           |           |
|  | Ghana      | 7       |               |   |           |           |
|  | Uganda     | 1       |               |   |           |           |

### Bán kết
| 3 tháng 11 năm 2023 14:45 |

| Ai Cập | 9–1     | Uganda      |
| --- | ------- | ----------- |
| El-Ganaini 15', 26' · H. Ragab 21' · Mansour 24' · Gamal 37', 47' · Sayed 45' · Mamdouh 48' · Ghobran 50' | Báo cáo | Mugisha 57' |

| Đại học Pretoria, Pretoria Trọng tài: Peter Kabaso (KEN) Darren Hubach (RSA) |

| 3 tháng 11 năm 2023 19:15 |

| Nam Phi                                                                                  | 7–0     | Ghana |
| ---------------------------------------------------------------------------------------- | ------- | ----- |
| Julius 4' · Guise-Brown 18', 46' · Ntuli 19' · Kok 20' · M. Cassiem 50' · Van Tonder 53' | Báo cáo |       |

| Đại học Pretoria, Pretoria Trọng tài: Salim Lucky (BAN) Rawi Anbananthan (MAS) |

### Trận tranh hạng ba
| 5 tháng 11 năm 2023 14:15 |

| Ghana                                                                  | 7–1     | Uganda     |
| ---------------------------------------------------------------------- | ------- | ---------- |
| Tettey 9', 14', 40' · Kwofie 25' · Botsio 34' · Baiden 45' · Opoku 59' | Báo cáo | Batusa 35' |

| Đại học Pretoria, Pretoria Trọng tài: Darren Hubach (RSA) Bryn Lowe (ZIM) |

### Chung kết
| 5 tháng 11 2023 18:45 |

| Nam Phi                     | 2–1     | Ai Cập     |
| --------------------------- | ------- | ---------- |
| Guise-Brown 1' · Julius 51' | Báo cáo | Ghobran 3' |

| Đại học Pretoria, Pretoria Trọng tài: Salim Lucky (BAN) Rawi Anbananthan (MAS) |

## Bảng xếp hạng cuối cùng
| VT | Đội         | Giành quyền tham dự                                   |
| -- | ----------- | ----------------------------------------------------- |
| 1  | Nam Phi (H) | Thế vận hội Mùa hè 2024                               |
| 2  | Ai Cập      | Vòng loại Khúc côn cầu trên cỏ tại Thế vận hội Mùa hè |
| 3  | Ghana       |                                                       |
| 4  | Uganda      |                                                       |
| 5  | Nigeria     |                                                       |
| 6  | Kenya       |                                                       |
| 7  | Zambia      |                                                       |
| 8  | Zimbabwe    |                                                       |

## Cầu thủ ghi bàn
Đã có 104 bàn thắng ghi được trong 20 trận đấu, trung bình 5.2 bàn thắng mỗi trận đấu.
11 bàn thắng
- Matthew Guise-Brown

8 bàn thắng
- James Samaila

6 bàn thắng
- Mustapha Cassiem
- Nqobile Ntuli

5 bàn thắng
- Hossameldin Ragab

4 bàn thắng
- Peter John

3 bàn thắng
- Francis Tettey

2 bàn thắng
- Ahmed El-Ganaini
- Ahmed Gamal
- Hossam Ghobran
- Mostafa Mansour
- Elikem Akaba
- Michael Baiden
- Johnny Botsio
- Dayaan Cassiem
- Ryan Julius
- Tevin Kok
- Samkelo Mvimbi
- Bradley Sherwood
- Jacque van Tonder
- Colline Batusa
- Alfred Mpande
- Joseph Simpanzye
- Alec Chomunorwa
- Tadiwanashe Kamusewu

1 bàn thắng
- Ziad Adel
- Mahmoud Mamdouh
- Mostafa Ragab
- Amr Sayed
- Malik Abdul
- Emmanuel Ankomah
- Benjamin Kwofie
- Ernest Opoku
- Francis Kariuki
- Ivan Ludiali
- Bethuel Masambu
- Robert Masibo
- Cliffe Omari
- Festus Onyango
- Danstone Wabwire
- Olawale Ajibua
- Sunday Godwin
- Kelvin Linus
- Keenan Horne
- Zenani Kraai
- Matthew De Sousa
- Maxwell Mugisha
- Phillimon Bwali
- Mutsawashe Kanyangarara
- Arnold Mpofu

Nguồn: FIH